# I Destacamento Especial de Combate de Belgrado
El 1er Destacamento Especial de Combate de Belgrado fue una unidad especial de la policía que fue establecida por la Gestapo en el Territorio de la comandancia militar en Serbia durante la Segunda Guerra Mundial.

## Historia

### Antecedentes
El 6 de abril de 1941, las fuerzas del Eje invadieron el Reino de Yugoslavia. Mal equipado y mal entrenado, el Real Ejército Yugoslavo fue rápidamente derrotado. Luego, el país fue desmembrado, y Serbia fue reducida a sus fronteras anteriores a 1912 y se formó un gobierno de ocupación militar alemán. Con sus fuerzas en los Balcanes mermadas por la necesidad de enviar tropas al Frente Oriental, los alemanes buscaron líderes locales para vigilar la región por ellos. En Serbia, esto vino en la forma de Milan Nedić, un político de antes de la guerra que era conocido por tener inclinaciones pro-Eje.

### Formación
Posteriormente los alemanes utilizaron una serie de formaciones armadas irregulares para ayudar a estabilizar la región. Una de estas formaciones fue el 1er Destacamento Especial de Combate de Belgrado, formado a mediados de 1942 por la Gestapo sin el conocimiento de Nedić o su gobierno. La intención del SS-Oberführer Emanuel Schäfer, el recién nombrado jefe de la Policía de Seguridad alemana en Serbia, era crear "una entidad autóctona a través de la cual la Gestapo pudiera ejercer más control sobre el régimen de Nedić". Capitán Strahinja Janjić, un agente informante alemán y miembro del movimiento fascista serbio Zbor, fue seleccionado por Schäfer para dirigir la nueva organización. Janjić procedió a reclutar miembros de formaciones colaboracionistas como la Guardia Estatal Serbia y el Cuerpo de Voluntarios Serbios, así como estudiantes de secundaria, comerciantes y funcionarios. Los miembros del destacamento comenzaron a denominarse a sí mismos como la Gestapo serbia (en serbio: Српски Гестапо, romanizado: Srpski Gestapo). Mientras tanto, Janjić comenzó a verse a sí mismo reemplazando a Nedić y convirtiéndose en el Führer de una Serbia nacionalsocialista con los primeros doce miembros de su destacamento, a quienes llamó sus "apóstoles", ocupando los más altos cargos estatales. Además, Janjić propuso a Felix Benzler del Ministerio de Asuntos Exteriores del Reich y a August Meyszner de las Schutzstaffel que se le debería encomendar la creación de dos Divisiones SS serbias, una para el Frente Oriental y otra para el Frente del Norte de África. Cuando Nedić se enteró de las intenciones de Janjić, ordenó su arresto y la disolución del 1.º Destacamento Especial de Combate de Belgrado. Janjić fue posteriormente internado en el campo de concentración de Banjica, para posteriormente ser liberado a instancias de la Gestapo.

### Operaciones
Entre 1942 y 1944, el 1er Destacamento Especial de Combate de Belgrado estuvo activo en la región de Sirmia, en el Estado Independiente de Croacia. A finales de 1942 tenía 145 miembros. Con sede en una escuela primaria reconvertida, donde a menudo ocurrían torturas y asesinatos, los alemanes la concibieron como una unidad de élite que operaría contra los partisanos yugoslavos. Sin embargo, Janjić estaba más centrado en quitar del poder a Nedić que en luchar contra los comunistas. El 22 de febrero de 1943, Nedić envió un memorándum a Schäfer, protestando por las actividades del destacamento de Janjić.

### Disolución
Después de recibir el memorándum, Schäfer dividió el 1er Destacamento Especial de Combate de Belgrado en dos grupos. Posteriormente, Janjić y veintiséis de sus hombres abandonaron Belgrado y viajaron a Berlín, donde continuaron trabajando para la Gestapo. Otros treinta y tres miembros del destacamento permanecieron en Belgrado bajo la dirección del adjunto de Janjić, Svetozar Nećak. Aquí, trabajaron para cumplir las tareas específicas que les encomendaban los alemanes, no se les permitía usar uniformes alemanes y sus órdenes eran socavar las acciones de los partisanos en lugar de la administración de Nedić. Con sede en su apartamento de Berlín, Janjić hizo que sus hombres se infiltraran en las filas de los trabajadores forzados yugoslavos, utilizando métodos como el chantaje, el robo y la extorsión para exponer a los simpatizantes de los partisanos. A pesar de estos esfuerzos, las acciones de Janjić fueron consideradas "[perjudiciales] para los intereses alemanes", y en mayo de 1944 fue reemplazado por otros dos miembros de su destacamento.

## Uniforme
De vez en cuando, miembros del destacamento llevaban el uniforme de los Chetniks de Draža Mihailović. En otras ocasiones, sin embargo, vestían uniformes militares alemanes mientras fingían no conocer el idioma serbio.